# جاك سميث (لاعب كرة قاعدة أمريكي)
جاك سميث (بالإنجليزية: Jack Smith)‏ هو لاعب كرة قاعدة أمريكي، ولد في 8 أغسطس 1893 في أوسوايو في الولايات المتحدة، وتوفي في 4 ديسمبر 1962 في نيويورك في الولايات المتحدة.

## وصلات خارجية
- جاك سميث على موقعبيزبول رفرنس.كوم (الدوري الرئيسي) (الإنجليزية)